# بحيرة بهادراكالي
بحيرة بهادراكالي هي بحيرة تقع في ورنجل، تيلانغانا في الهند، والتي بناها غاناباتي ديفا والذي هو من سلالة كاكاتيا، تقع البحيرة بالقرب من معبد بهادراكالي الشهير.

## الموقع السياحي
وجرى تطوير البحيرة إلى أكبر حديقة جغرافية للتنوع البيولوجي الثقافي - مع المتنزهات والكهوف التاريخية والجسور المعلقة، والممرات الطبيعية، وتعشيش الأرض والاحتياطيات البيئية. وتم أيضا فرض عقوبات على الأموال لتعزيز بوند البحيرة، في إطار مخطط هريداي.